# Radio Intermezzo
Radio Intermezzo fue una estación radial chilena, iniciada en Viña del Mar en 1964. Fue reconocida por ser la filial de Radio Andrés Bello de Santiago, emisora especializada en música docta, que transmitió desde 1959 a 1999.

## Historia
En 1964, bajo Decreto 1.436, Ludmila Ibatulin Naletova, copropietaria de Radio Andrés Bello en Santiago, obtiene la concesión radial en Frecuencia Modulada para la frecuencia 94.5 MHz, señal distintiva XQB-17 desde 1968.
Por posteriores ajustes en la ley de radiodifusión en Chile, en las que se entregan concesiones radiales solo a empresas, se regulariza el traspaso a la Sociedad Radiodifusora Intermezzo Ltda., registrado en el Diario Oficial mediante decreto 1.115 del 19/08/1969. Posteriormente en 1980, por ajustes en la frecuencia, es trasladada a 96.7 del dial FM. 
Su programación diaria destacaba folklore, música orquestada ligera y conciertos de música docta. Se recuerda especialmente el espacio La Opera del Domingo, desde las 14.00.
Radio Intermezzo en Viña del Mar cerró sus transmisiones en 1996, fecha en que su frecuencia fue vendida a Radio Universo y en 2018 por Pauta FM.

## Frecuencias anteriores
- 96.7 MHz (Viña del Mar); hoy Pauta FM.